# جوليا مان
جوليا مان (بالإنجليزية: Julia Mann) هي لاعبة كرة الريشة بريطانية، ولدت في 9 أغسطس 1971 في سوليهل في المملكة المتحدة.

## وصلات خارجية
- جوليا مان على موقع BWF.tournamentsoftware.com (الإنجليزية)
- جوليا مان على موقع BWFbadminton.com (الإنجليزية)
- جوليا مان على موقع اللجنة الأولمبية الدولية (الإنجليزية)
- جوليا مان على موقع أوليمبيديا (الإنجليزية)
- جوليا مان على موقع اللجنة الأولمبية البريطانية (الإنجليزية)
- جوليا مان على موقع اتحاد ألعاب الكومنولث (مؤرشف) (الإنجليزية)